# Powstanie skidelskie
Powstanie skidelskie – antypolskie powstanie ludności miejscowej, głównie Żydów i Białorusinów, wzniecone w Skidlu w województwie białostockim przez komunistów z rozwiązanej w 1938 roku Komunistycznej Partii Zachodniej Białorusi. Rozpoczęło się 18 września 1939 roku, dzień po agresji ZSRR na Polskę. Powstańcy opanowali miasteczko i ustanowili władzę radziecką. Źródła polskie wspominają o zamordowaniu kilkunastu żołnierzy i cywilów. 19 września z Grodna do Skidla przybyła ekspedycja karna złożona ze 100 żołnierzy Wojska Polskiego i policjantów, którzy opanowali miasteczko przy wsparciu miejscowych Polaków. Nastąpiły aresztowania i rozstrzeliwania powstańców oraz ich sympatyków – według źródeł radzieckich po zdobyciu Skidla zabito 18–31 osób i spalono 19 domów. Po uspokojeniu sytuacji ekspedycja karna wycofała się do Grodna. 20 września do Skidla wkroczyła Armia Czerwona.